# 볼러스
《볼러스》(Ballers)는 2015년 6월 21일에서 2019년 10월 13일까지 HBO에서 방영한 텔레비전 드라마이다.

## 출연
- 드웨인 존슨
- 롭 코드리
- 존 데이비드 워싱턴
- 오마 벤슨 밀러
- 트로이 개리티
- 애리엘 케블